# Stará Paka
Stará Paka (en allemand : Altpaka) est une commune du district de Jičín, dans la région de Hradec Králové, en Tchéquie. Sa population s'élevait à 2 134 habitants en 2024.

## Géographie
Stará Paka est arrosée par la Rokytka, un affluent de la Vltava, et se trouve à 3 km au nord-ouest de Nová Paka, à 14 km au sud-est de Jičín, à 41 km au nord-ouest de Hradec Králové et à 90 km à l’est-nord-est de Prague.
La commune est limitée par Bělá, Svojek et Roztoky u Jilemnice au nord, par Levínská Olešnice et Nová Paka à l'est, par Úbislavice au sud, et par Syřenov et Nová Ves nad Popelkou à l'ouest.

## Histoire
La première mention écrite de la localité date de 1357.

## Administration
La commune se compose de six sections :
- Stará Paka
- Brdo
- Karlov
- Krsmol
- Roškopov
- Ústí

## Galerie

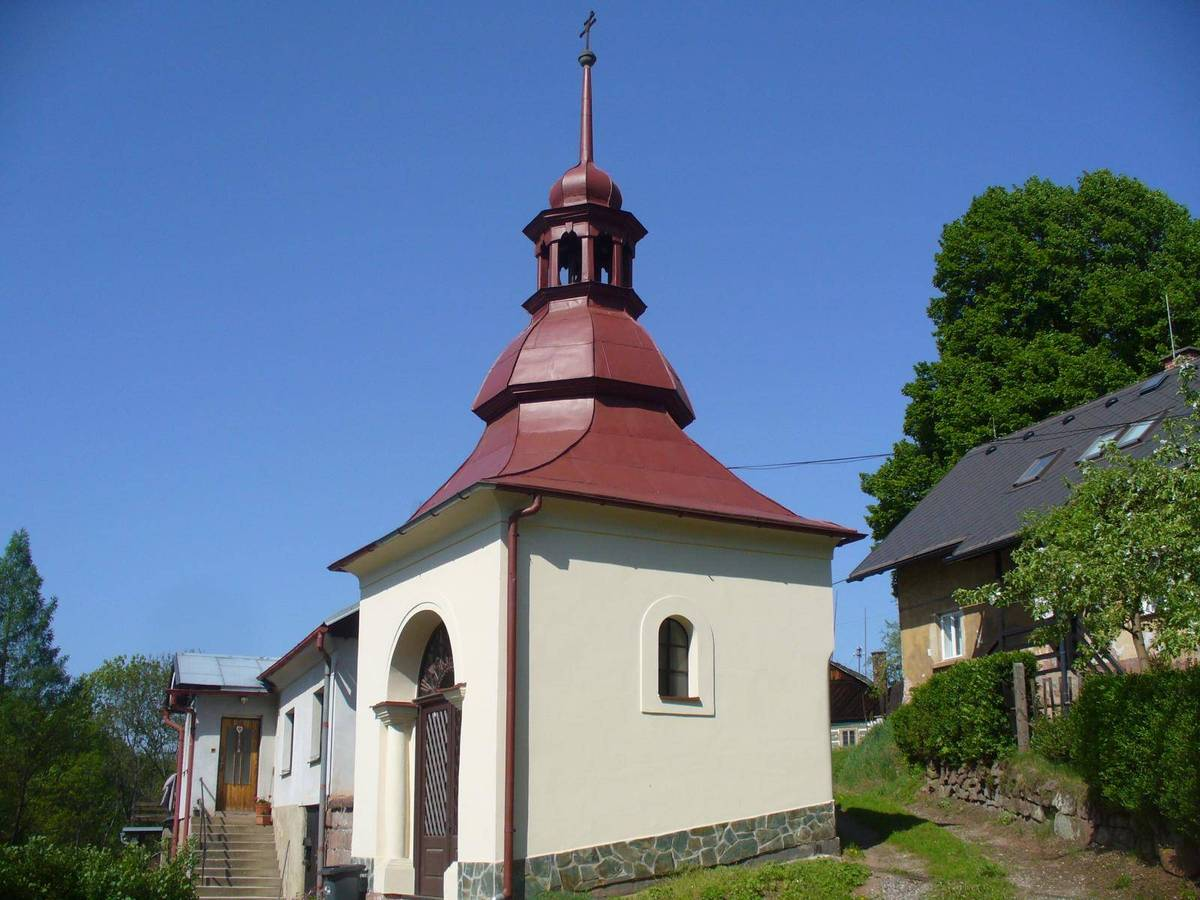
Chapelle à Roškopov.
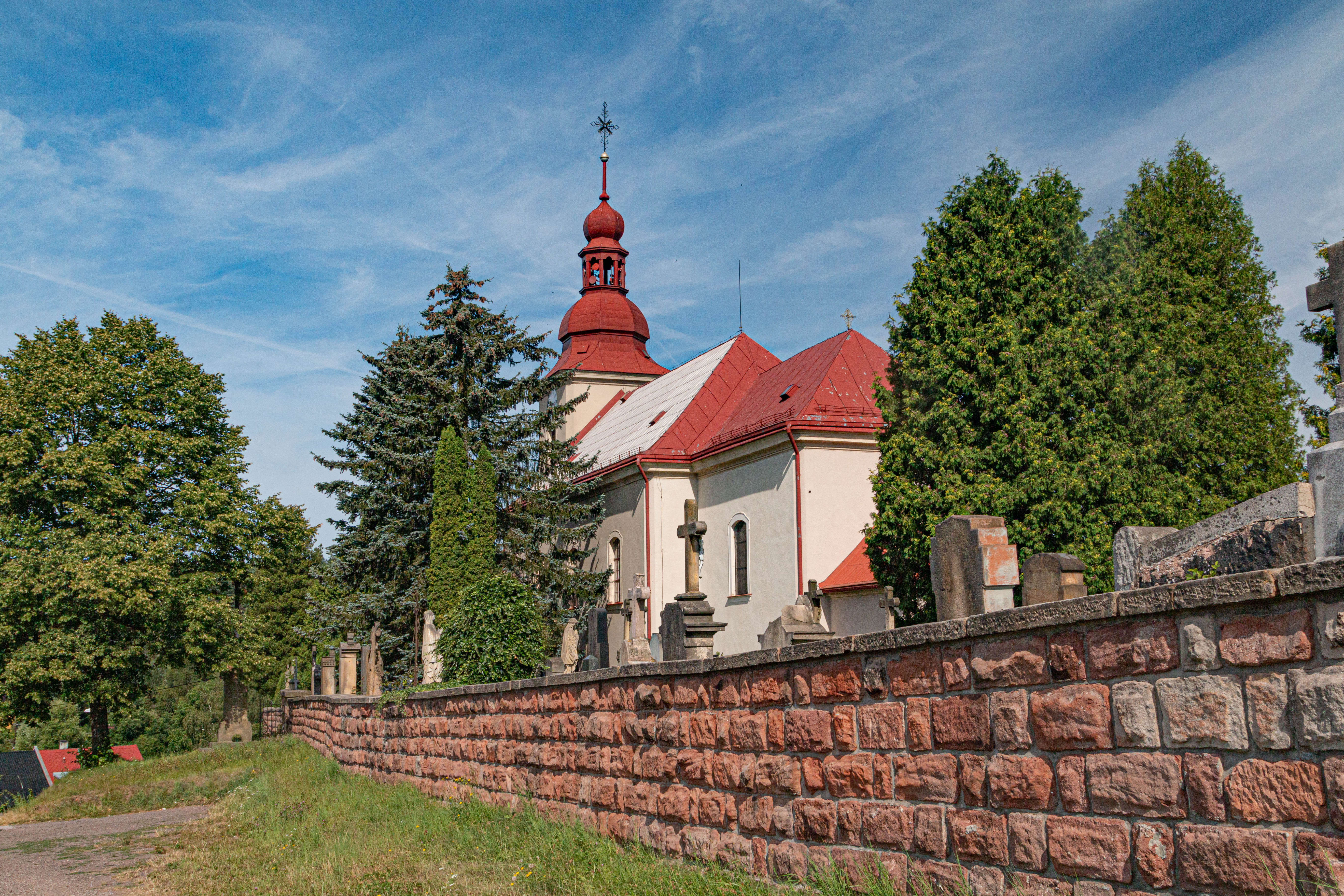
Église Saint-Laurent.

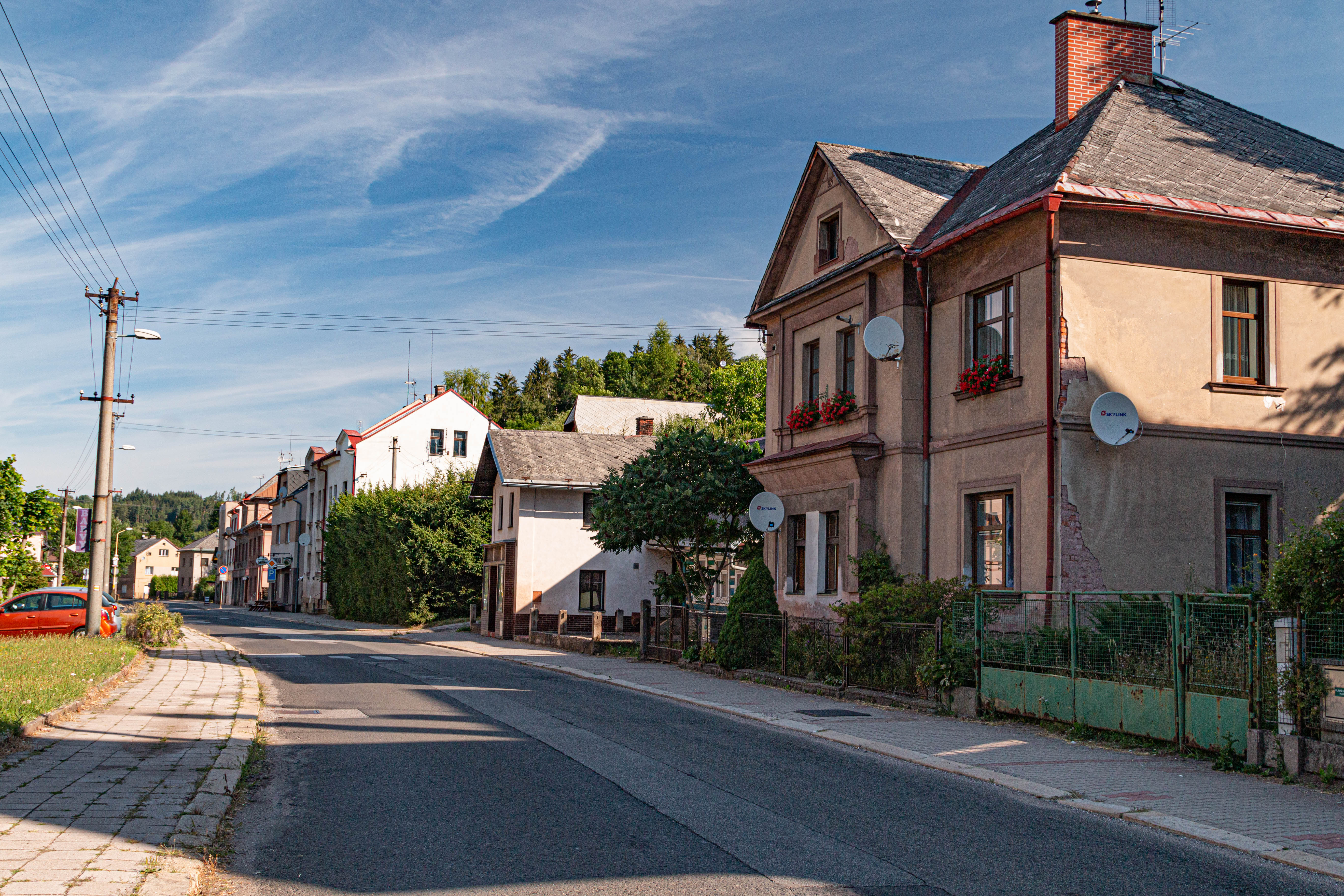
Stará Paka : rue Sokolská.
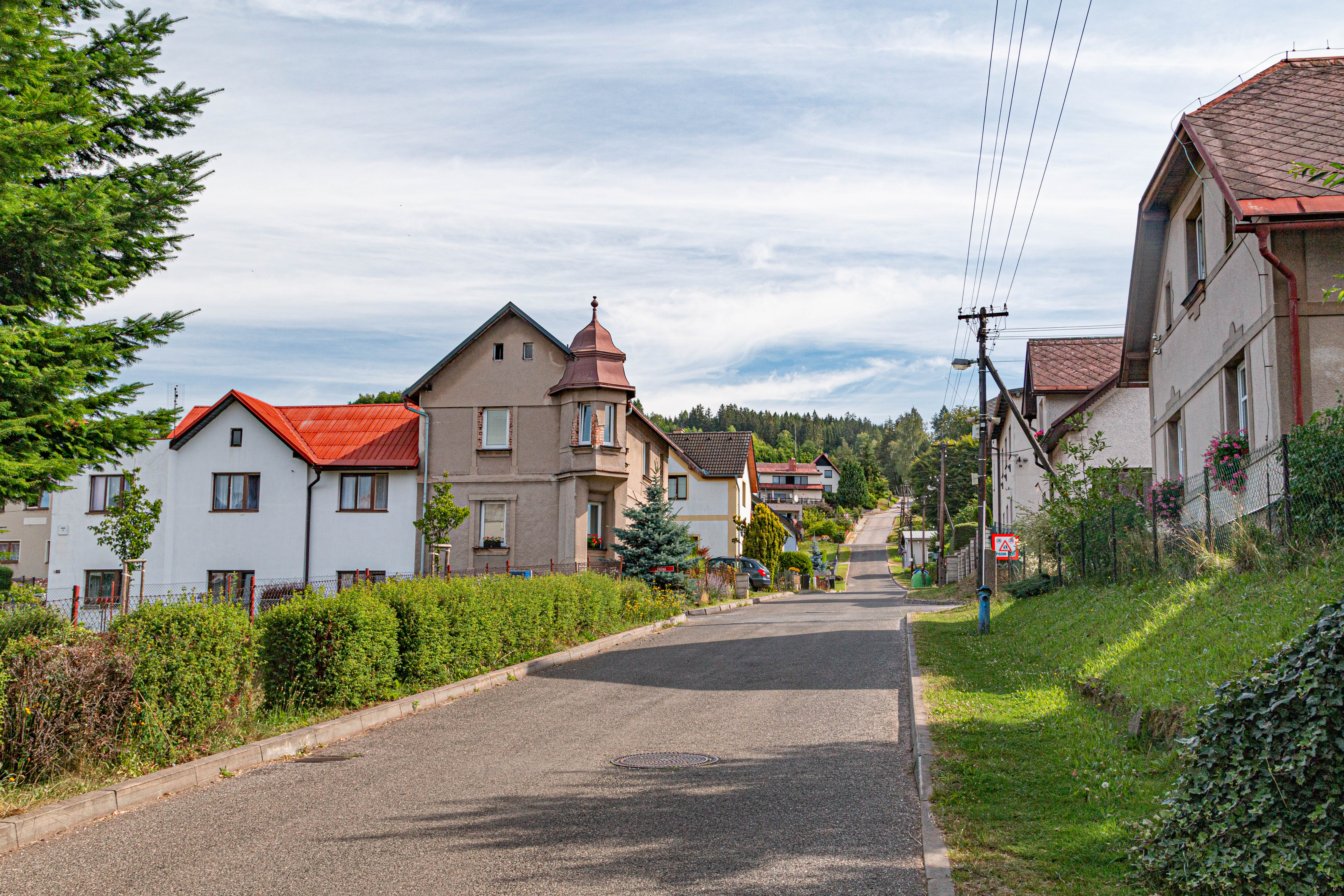
Stará Paka : rue Hartlova.

## Transports
Par la route, Stará Paka se trouve à 9,5 km de Studenec, à 18 km de Jičín, à 49 km de Hradec Králové et à 113 km de Prague.